# لا روند
لا روند (فرانسوی: La Ronde‎) فیلمی در ژانر درام و کمدی رمانتیک به کارگردانی مکس افولس است که در سال ۱۹۵۰ منتشر شد.

## بازیگران
- سیمون سینیوره
- آنتون والبروک
- سرژ رجیانی
- سیمون سیمون
- دانیل داریو
- ژان لویی بارو
- آیسا میراندا
- ژرار فیلیپ
- روبر واتیه